# Planckström
Planckström, betecknat {\displaystyle I_{\text{P}}}, är en strömenhet och en av de härledda Planckenheterna, ett måttenhetssystem som bygger på naturliga enheter. Planckström definieras som:
{\displaystyle I_{\text{P}}={\frac {q_{\text{P}}}{t_{\text{P}}}}={\sqrt {\frac {4\pi \epsilon _{0}c^{6}}{G}}}}
där {\displaystyle G} är gravitationskonstanten och {\displaystyle c} ljusets hastighet i vakuum.
Dess värde är ungefär 3,4789 × 1025 A.